# Anthonie Jansz. van der Croos

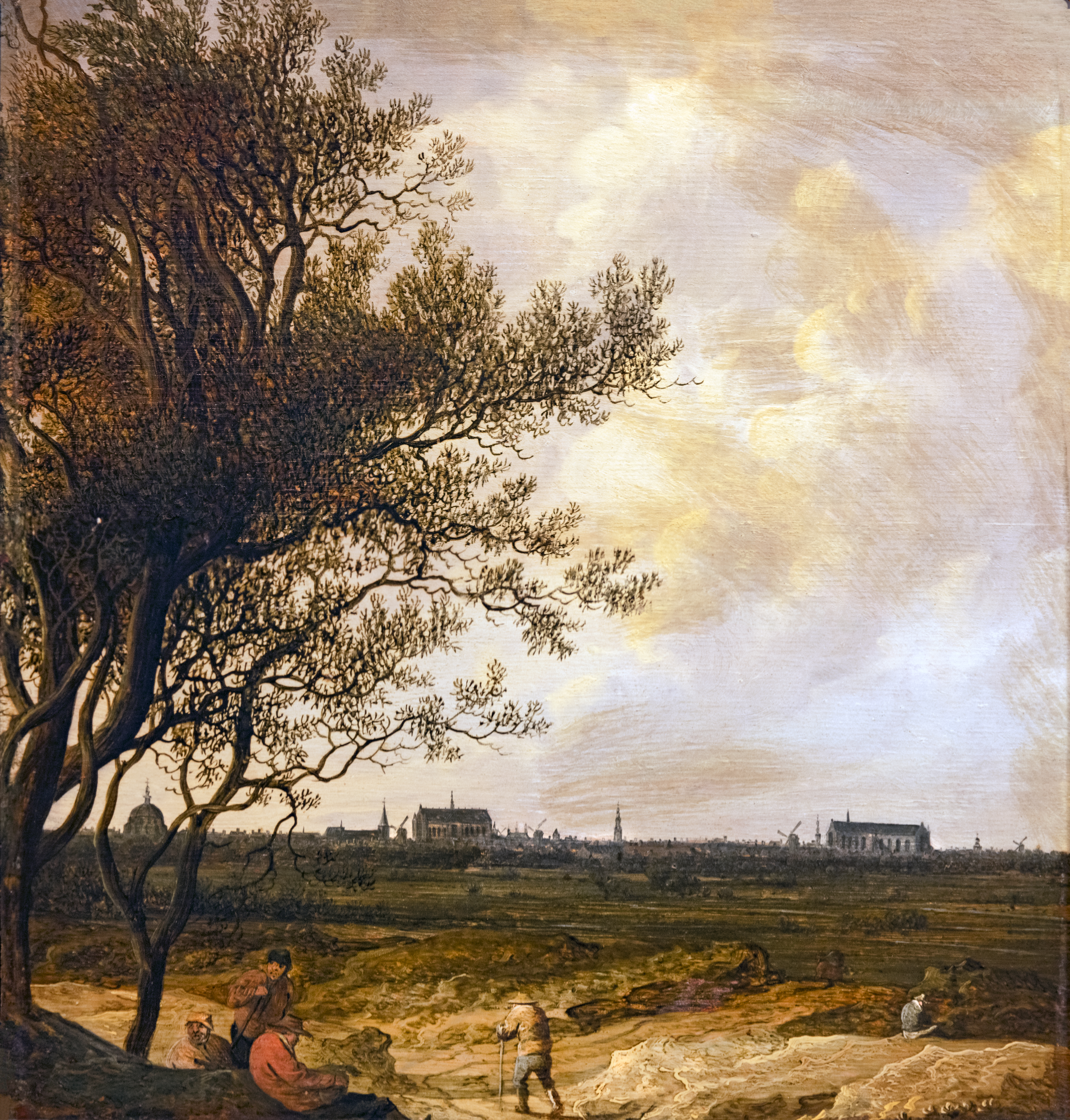
Anthonie Jansz. van der Croos, View of the city of Leiden, Musée des Beaux-Arts de Carcassonne

Anthonie Jansz. van der Croos (* 1606/1607 in Alkmaar, Republik der Vereinigten Niederlande; † 1662/1663 in Den Haag) war ein niederländischer Maler und Zeichner des Goldenen Zeitalters (Niederlande).

## Leben
Über van der Croos Geburt, Kindheit und Ausbildung gibt es keine exakten Informationen. Wahrscheinlich wurde er in Alkmaar als Sohn des Jan van der Croos († 1610) geboren und ist der ältere Bruder des Malers Pieter van der Croos (1609–1701).
Sein ältestes datiertes Bild stammt aus dem Jahr 1627 und zeigt eine Landschaft mit einem Gehöft, einer Brücke über einen Bach und badende Knaben. Es war Teil der Pariser Sammlung von Frédéric Spitzer (1815–1890) und wurde 1939 von der Galerie Fischer in Luzern versteigert.
Durch seine Hochzeit mit Johanna Bijl kann er seit 1632 in Den Haag verordnet werden. Dort war er wahrscheinlich Schüler des Malers Moses van Uyttenbroeck (1600–1646). Beeinflusst wurde seiner Malerei aber entscheidend durch Jan van Goyen, der ebenfalls seit 1632 sein Studio in der Stadt eröffnet hatte, und dessen außergewöhnlichster Nachfolger er werden sollte. Einige seiner Bilder wurden lange Zeit van Goyen zugeschrieben. 1634 kaufte van der Croos ein Haus in Scheveningen. In den Jahren 1637, 1641, 1643 und 1645 sind vier Kinder im Taufregister der Stadt nachweisbar. 1646, ein Jahr nach dem Tod seiner ersten Frau, heiratete er in zweiter Ehe Claesgen Jansz, erneut in Den Haag. Dort wurde er 1647 auch erstmals als Mitglied der Lukasgilde (Malergilde) geführt. Wie seine datierten Arbeiten zeigen, zog es ihn seit 1646 auch immer wieder nach Rhenen an den Rhein, wo er bis 1662 Stadt- und Flussansichten schuf. Von 1649 bis 1651 wurde er als Maler der St. Lukasgilde seiner Heimatstadt Alkmaar geführt, bevor er seit 1654 wieder in Den Haag registriert war. 1656 gehörte er zu den Gründern der Confrérie Pictura, der ersten Gilde, die ausschließlich Kunstmalern offenstand und sich damit von den St. Lukas-Gilden abhob, die u. a. auch Glasern, Graveuren, Goldschmieden und Druckern aufnahm und ist dort auch als Sekretär der Gilde verzeichnet.
Als seine Schüler sind u. a. sein Sohn Jakob Theunisz van der Croos (1634–1687/1689), Jacob Classon und Jacob Pijl bekannt geworden. Von ihm beeinflusst waren die Maler Pieter Jansz van Asch (1603–1678) und Pieter Cousjn (1635 – ca. 1667).
Sein letztes datiertes, heute öffentlich bekanntes Werk stammt aus dem Jahr 1662 und zeigt eine Flusslandschaft mit Anglern und Waldarbeitern vor der Kirche in Rijswijk im Hintergrund. Es stammt aus der Sammlung von Lady Ada Mary Montegu-Douglas-Scott (1855–1943), deren Mann Admiral Charles Montegu Douglas Scott (1939–1911) ein Enkel von Walter Francis Montagu Douglas Scott, 5th Duke of Buccleuch gewesen ist, und wurde 1951 bei Sotheby’s in London verkauft.
Aus dieser Datierung leiten alle Biografen ein Todesdatum um 1662/1663 ab. Tatsächlich gibt es im RKD – Nederlands Instituut voor Kunstgeschiedenis (bis 2013 „Rijksbureau voor Kunsthistorische Documentatie“) in Den Haag im Nachlass von Cornelis Hofstede de Groot Hinweise auf Gemälde von van der Croos in der Sammlung Semenow in St. Petersburg aus dem Jahr 1905, die signiert und mit 1667 und 1671 datiert und sind. Eine wissenschaftlich umfangreiche Arbeit über der Künstler steht noch aus.

## Œuvre

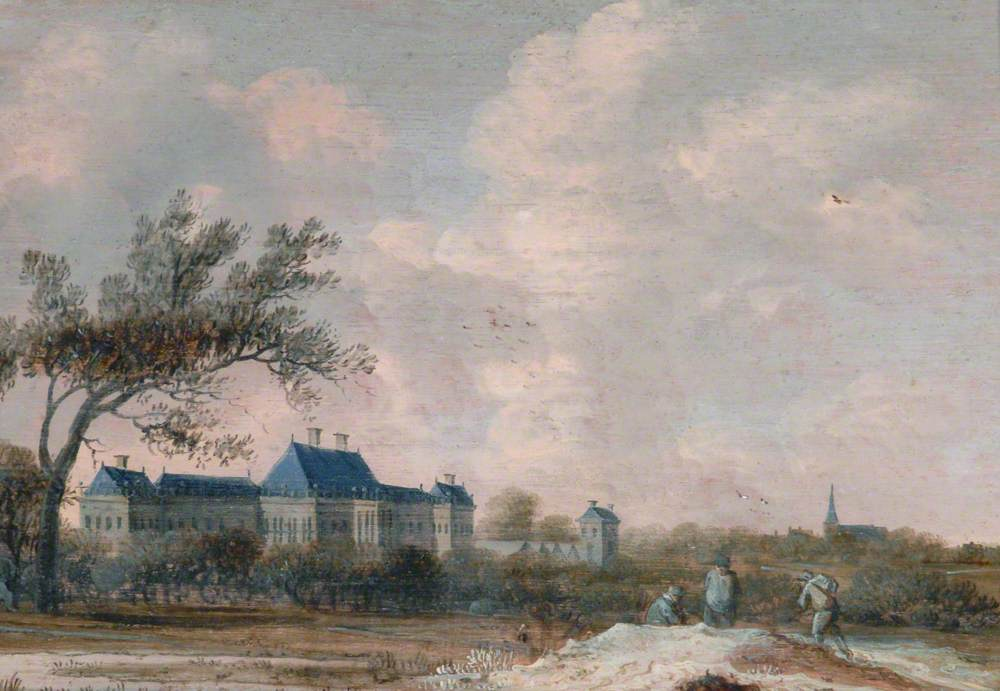
Anthonie Jansz. van der Croos (c.1606-1662-1663) – Landscape with Rijswijk Castle, Holland – B.M.719 – Bowes Museum

Van der Croos schuf zahlreiche Landschaftsbilder, oft auch kleinformatig aus der Umgebung seiner Heimat Den Haag, aber auch aus Leiden, Gouda, Rijswijk, Haarlem oder Rhenen. Eine besondere Vorliebe hatte er für die Integration historischer Bauten, wobei das Schloss Huis ten Bosch (Schloss Rijswijk) eine besondere Stellung in der Häufigkeit der Abbildung einnimmt. Seine große malerische Gabe wird deutlich in der Modellierung der Lichtverhältnisse des Vordergrunds, in der weichen Wiedergabe von Bäumen, Pflanzen und der Stadtsilhouetten am Horizont, die oft zur Gliederung der Komposition beitragen. Die Figuren sind stets detailhaft wiedergegeben, und die Komposition reicht eindrucksvoll in die Tiefe des Bildes.

## Werke in öffentlichen Sammlungen

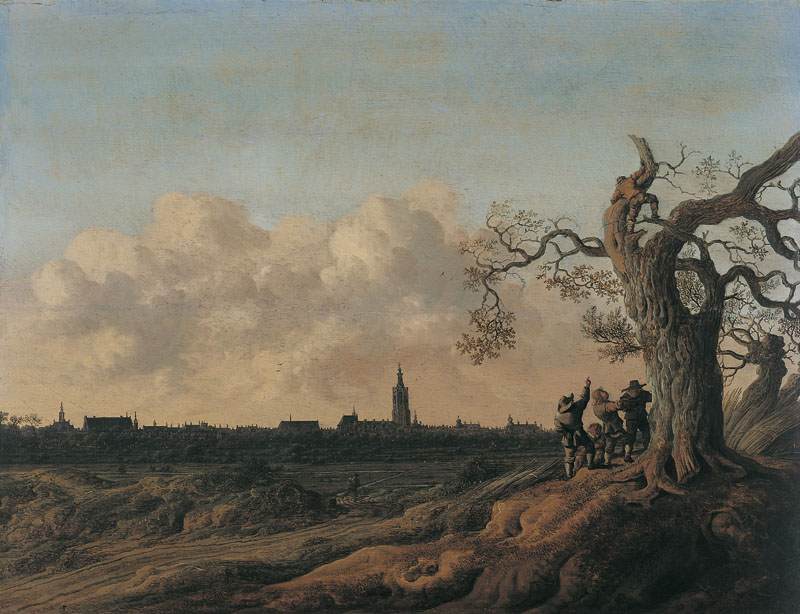
Anthony van der Croos, Blick auf Den Haag, Musée des Augustins, Toulouse

- Die Umgebung der Stadt Den Haag, 23 × 34 cm, Puschkin-Museum, Moskau
- Blick auf Den Haag, 1655, 48 × 62 cm, Musée des Augustins
- Küstenlandschaft, 39,5 × 64,5 cm, Cultural Heritage Agency of the Netherlands Art Collection
- Der Park des Palastes von Huis ten Bosch, 95,5 × 118,5 cm, Finnisches Nationalmuseum
- Fischer am Strand, 32,5 × 37,8 cm, Rijksmuseum Twenthe
- Blick auf die Stadt Leiden, 41 × 39 cm, Musée des Beaux-Arts de Carcassonne
- Landschaft mit Schloss Rijswijk, 25,4 × 38,7 cm, Bowes Museum
- Chateau Montfort, 1653, 20 × 24 cm, Slowakische Nationalgalerie
- 2 Schäfer am Fluss / 2 Schäfer in weiter Landschaft, 24,1/24,7 cm Ø, Fitzwilliam-Museum
- Flusslandschaft mit Kastell Montfort / Stadtmauern von Gouda vom Wasser, 1643, Oval 39,3/39,5 × 53 cm, Hessen Kassel Heritage
- Flussszene mit Segler / Landschaft mit Baum, 38,1 cm Ø, St John’s College (Oxford)
- Blick auf Schloss Hius ten Bosch, Rijswijk, (Zeichnung), 1643, 17,4 × 30,9 cm, Rijksmuseum Amsterdam